# Saweetie
Diamonté Quiava Valentin Harper (Sacramento, 02 de julho de 1993), conhecida profissionalmente como Saweetie (/səˈwiːti/), é uma rapper, cantora e compositora norte-americana. Após o lançamento de seu single de estreia, "Icy Grl", ela assinou contrato com a Warner Bros. Records e com a gravadora Artistry Worldwide de seu então empresário, Max Gousse.
Ela lançou seu extended play de estreia, High Maintenance, em 16 de março de 2018. Seu segundo EP, Icy, foi lançado em março de 2019 e gerou o single "My Type" no top 40. Seu álbum de estreia, Pretty Bitch Music, deve ser lançado em 2021 e foi precedido pelos singles "Tap In" e "Best Friend" (com participação de Doja Cat), que alcançaram o top 20 na Billboard Hot 100. Desde dezembro de 2019, Saweetie é administrada pelo veterano da indústria musical Lou Burrell.

## Infância e educação
Diamonté Quiava Valentin Harper nasceu em 2 de julho de 1993, em Santa Clara, Califórnia, Estados Unidos, filha de Trinidad Valentin, que é filipina-chinesa, e Johnny Harper, que é afro-americano. Ela cresceu no Vale Central, estudando na Merrill F. West High School em Tracy e se formando na Monterey Trail High School em Elk Grove. Ela começou a escrever música aos 13 anos. Após o colegial, ela estudou na Universidade Estadual de San Diego, onde estudou comunicações e negócios antes de se transferir para a Universidade do Sul da Califórnia, onde se formou e recebeu o Bacharelado em Artes (BA) em comunicações. Depois de se formar, ela começou a se concentrar em sua carreira no rap.

## Carreira

### 2016–2018:High Maintenance
Saweetie começou a postar pequenos raps em sua conta do Instagram em 2016. Um vídeo a mostrava fazendo rap ao ritmo de "My Neck, My Back (Lick It)", de Khia, que acabaria se transformando em "Icy Grl". A música foi lançada em seu SoundCloud no verão de 2017 e chamou a atenção de Max Gousse, um conhecido produtor e executivo de A&R, que se tornou seu gerente. O vídeo da música viralizou na Internet e acumulou 100 milhões de visualizações no YouTube em junho de 2020.
Para acompanhar, Saweetie lançou no mesmo mês um rap freestyle chamado "High Maintenance", acompanhado por um pequeno clipe dela mesma cantando um verso da música, enquanto passeava pela cozinha. Seria viral no Instagram e no Twitter também. Em outubro de 2017, ela lançou um vídeo para sua música, "Focus", com samples de "Gilligan" da DRAM.
Em janeiro de 2018, ela foi nomeada como Artista da Semana pelo Tidal e um dos Melhores Novos Artista do Mês pela Pigeons & Planes. Durante o Super Bowl LII em fevereiro de 2018, ela foi destaque em um anúncio da empresa de cosméticos de Rihanna, Fenty Beauty. Naquele mês, ela assinou contrato com a Warner Bros. Records (desde maio de 2019, Warner Records) e a gravadora de Gousse, Artistry Worldwide.
"Eu faço muitas capas, mas esta é a primeira vez que estou realmente fazendo conteúdo original. Deixo o estúdio e chego em casa com muita vontade de me ouvir de verdade" —Saweetie para XXL em Outubro de 2017.
Em fevereiro de 2018, Saweetie lançou sua própria gravadora, a Icy Records.
Saweetie lançou seu EP de estreia em uma grande gravadora, High Maintenance, em 16 de março de 2018. É composto por nove faixas e foi produzido por CashMoneyAP, Nyrell e primo de Saweetie, Zaytoven. O single, "Icy Girl" ganhou certificado de Ouro em junho de 2018, por vendas de 500.000 nos EUA. Em setembro de 2019, o single foi certificado pela RIAA em multi-platina e alcançou o primeiro lugar na parada de músicas rítmicas da Billboard.

### 2019–2020:Icye outros empreendimentos
Saweetie lançou seu segundo EP de grande gravadora, Icy, em 29 de março de 2019. O primeiro single do EP, "My Type", escrito por Saweetie e produzido por London on da Track, estreou em #81 na Billboard Hot 100, sendo essa sua primeira música a entrar na parada norte-americana. "My Type" apresenta samples da música "Frek-a-Leek", de Petey Pablo, e mais tarde alcançou o 21º lugar, tornando-se o primeiro hit de Saweetie no Top 40 da Billboard Hot 100. Um remix da música com Jhené Aiko e City Girls foi lançado em 23 de agosto de 2019. EmMy Type "alcançou o primeiro lugar nas paradas de rádio rítmica em setembro de 2019 e mais tarde recebeu disco de platina dupla nos EUA.
Em setembro de 2019, Saweetie colaborou com a PrettyLittleThing para lançar uma coleção de roupas de 59 peças, PrettyLittleThing x Saweetie. Ela disse que o tema da cápsula era "uma garota rica e boujie apreciando as coisas boas da vida. Quero mostrar aos meninos e meninas que, se você se esforçar muito, seu trabalho será recompensado." Estreando durante a New York Fashion Week. Saweetie apareceu no Nick Cannon Presents: Wild 'N Out, da VH1, em 28 de janeiro de 2020, como artista convidada, onde performou "My Type".

### 2020–presente:Pretty Bitch Music
Saweetie lançou o lead single, "Tap In", de seu próximo álbum de estreia, Pretty Bitch Music, em 20 de junho de 2020. O single alcançou a posição 20 na Billboard Hot 100, tornando-se seu primeiro single top-20 e sua primeira canção a entrar no UK Singles Chart, chegando ao número 38. Em setembro de 2020, o single alcançou o número um no Urban Radio Chart do Mediabase como bem como as paradas Billboard x Triller US e Global. A faixa foi o segundo single de Saweetie a entrar na Billboard Hot 100. Em agosto de 2020, Saweetie lançou um remix do single, "Tap In Remix", que apresentava os rappers Post Malone, DaBaby e Jack Harlow. Isso foi seguido pelo single promocional "Pretty Bitch Freestyle" em 2 de julho de 2020.
Em 31 de julho de 2020, Saweetie apareceu ao lado da rapper americana Tay Money na canção "Bussin 2.0", com um videoclipe estreando no mesmo dia. Em 6 de agosto de 2020, ela participou da canção de Ava Max, "Kings & Queens, Pt. 2", ao lado de Lauv. Em 23 de outubro de 2020, ela lançou "Back to the Streets", com Jhené Aiko, que serve como o segundo single de Pretty Bitch Music. O terceiro single do álbum, "Best Friend", com Doja Cat, foi lançado em 7 de janeiro de 2021. O álbum completo está previsto para ser lançado em 2021.
Em 2020, Saweetie foi adicionada à lista 30 Under 30 Music da Forbes e à lista Hitmakers Impact da Variety. Em março de 2020, ela embarcou em sua primeira colaboração de beleza ao se tornar o rosto da cola fixadora de bordas KISS Colors na coleção Edge Fixer Glued x Saweetie. Em outubro de 2020, ela lançou sua própria série de conteúdo educacional virtual, Icy University.

Em março de 2021, Saweetie também lançou uma linha de joias, uma coleção de roupas em cápsula (em parceria com a varejista PrettyLittleThing) e uma coleção de maquiagem de marca conjunta com a varejista de cosméticos Morphe. Suas outras parcerias de marca incluem sua coleção Essenchills de fevereiro de 2021 com a Sinful Colors, e o Saweetie Meal no McDonald's em agosto de 2021. Saweetie também expandiu suas aparições apresentando Culture Con 2021 para criativos coloridos e fazendo sua estréia na televisão como o personagem Indigo em 3 episódios de Grown-ish.
Em abril de 2021, Saweetie lançou o extended play Pretty Summer Playlist: Season 1. Foi apoiada pelos singles "Risky", com Drakeo the Ruler, e "Talkin' Bout", de Loui, com Saweetie. Em 30 de abril de 2021, Saweetie colaborou com o girlgroup britânico Little Mix para participar da versão remix de sua música "Confetti" com um vídeo lançado no mesmo dia. A canção alcançou até agora o número nove na parada de singles do Reino Unido, terra natal de Little Mix.. Em 7 de maio de 2021, Saweetie lançou "Fast (Motion)" como o quarto single de Pretty Bitch Music.
Em novembro de 2021, a Netflix lançou um especial de comédia sexual positiva intitulado Sex: Unzipped, no qual Saweetie era a apresentadora.

## Vida pessoal
Saweetie começou a namorar o rapper americano Quavo do grupo Migos em setembro de 2018. Eles foram vistos juntos pela primeira vez durante a New York Fashion Week. Em 19 de março de 2021, Saweetie confirmou nas redes sociais que ela e Quavo não estão mais em um relacionamento. Rumores de sua eventual separação começaram a circular no início do mês, quando Saweetie e Quavo deixaram de seguir um ao outro no Instagram. Saweetie também mencionou nas redes sociais que Quavo era infiel. Ela escreveu: "Presentes não curam cicatrizes e o amor não é real quando a intimidade é dada a outras mulheres." No final de março, surgiram imagens de vídeo mostrando a dupla em uma altercação física que supostamente aconteceu em 2020.
Ela é prima da atriz Gabrielle Union. Seu avô, Willie Harper, jogou futebol pelo San Francisco 49ers. Ela é fã do time de basquete do Sacramento Kings.

## Discografia
- Pretty Bitch Music (2025)